# Roy Turk
Roy Turk (New York, 20 september 1892 - Hollywood, 30 november 1934) was een Amerikaanse songwriter van het Tin Pan Alley-tijdperk. Zijn bekendste songs zijn Are You Lonesome Tonight?, die hij in 1926 samen met Lou Handman (muziek) schreef en Mean to Me, die hij in 1928 samen met Fred E. Ahlert (muziek) schreef.

## Biografie
Roy Turk groeide op in New York en bezocht daar de middelbare school. Tijdens de Eerste Wereldoorlog diende hij in de United States Navy. Na zijn ontslag begon hij voor verschillende vaudeville-artiesten als Nora Bayes teksten te schrijven, voordat hij voor verschillende muziekuitgeverijen van de Tin Pan Alley begon te werken. Later ging hij naar Hollywood, waar hij teksten schreef voor soundtracks. Zijn eerste succes had hij in 1919 met de song Oh How I Laugh When I Think How I Cried About You. Zijn eerste werk voor het toneelstuk Plantation Revue (1922) was geen succes. In 1923 had Turk meerdere hits per jaar geschreven. Zijn muziek werd gebruikt in films als In Gay Madrid en Children of Pleasure (beiden 1930). Tussen 1928 en 1933 werkte hij voornamelijk samen met de componist Fred E. Ahlert, maar werkte hij ook samen met artiesten als Harry Akst, George Meyer, Maceo Pinkard en J. Russel Robinson.

## Discografie

### Bekende songs
- 1923: My Sweetie Went Away (muziek: Lou Handman)
- 1926: Are You Lonesome Tonight? (muziek: Lou Handman)
- 1928: Mean to Me (muziek: Fred E. Ahlert)
- 1928: I'll Get By (muziek: Fred E. Ahlert, gezongen in de film Follow the Boys van Dinah Shore)
- 1931: Walkin' My Baby Back Home (muziek: Harry Richmond, Fred E. Ahlert)
- 1931: I Don't Know Why (I Love You Like Do) (muziek: Fred E. Ahlert)
- 1931: Where the Blue of the Night Meets the Gold of the Day (met Bing Crosby, muziek: Fred E. Ahlert)
- 1932: Love, You Funny Thing (muziek: Fred E. Ahlert)
- 1932: After My Laughter Came Tears (muziek: Charles Tobias)
- 1932: Beale Street Mama (muziek: J. Russel Robinson)
- 1933: Aggravatin’ Poppa (muziek: J. Russel Robinson)

- Biblioteca Nacional de España: XX920552
- Bibliothèque nationale de France: cb14838832g (data)
- CiNii: DA16728510
- Gemeinsame Normdatei: 141387807
- International Standard Name Identifier: 0000 0000 7827 9663
- Library of Congress Control Number: no89009291
- MusicBrainz: 30305a68-ba45-42b6-8f25-f0917b4fc06d
- Nationale Bibliotheek van Tsjechië: jo20241242026
- Nederlandse Thesaurus van Auteursnamen: 156719193
- SNAC: w6vx1x7k
- Système universitaire de documentation: 183892283
- Trove: 1510092
- Virtual International Authority File: 27332876
- WorldCat: E39PBJkD7Y7jRGqDhKWV63XDbd